# Xylotachina vulnerans
Xylotachina vulnerans là một loài ruồi trong họ Tachinidae.